# Johann Baptist Ferolski

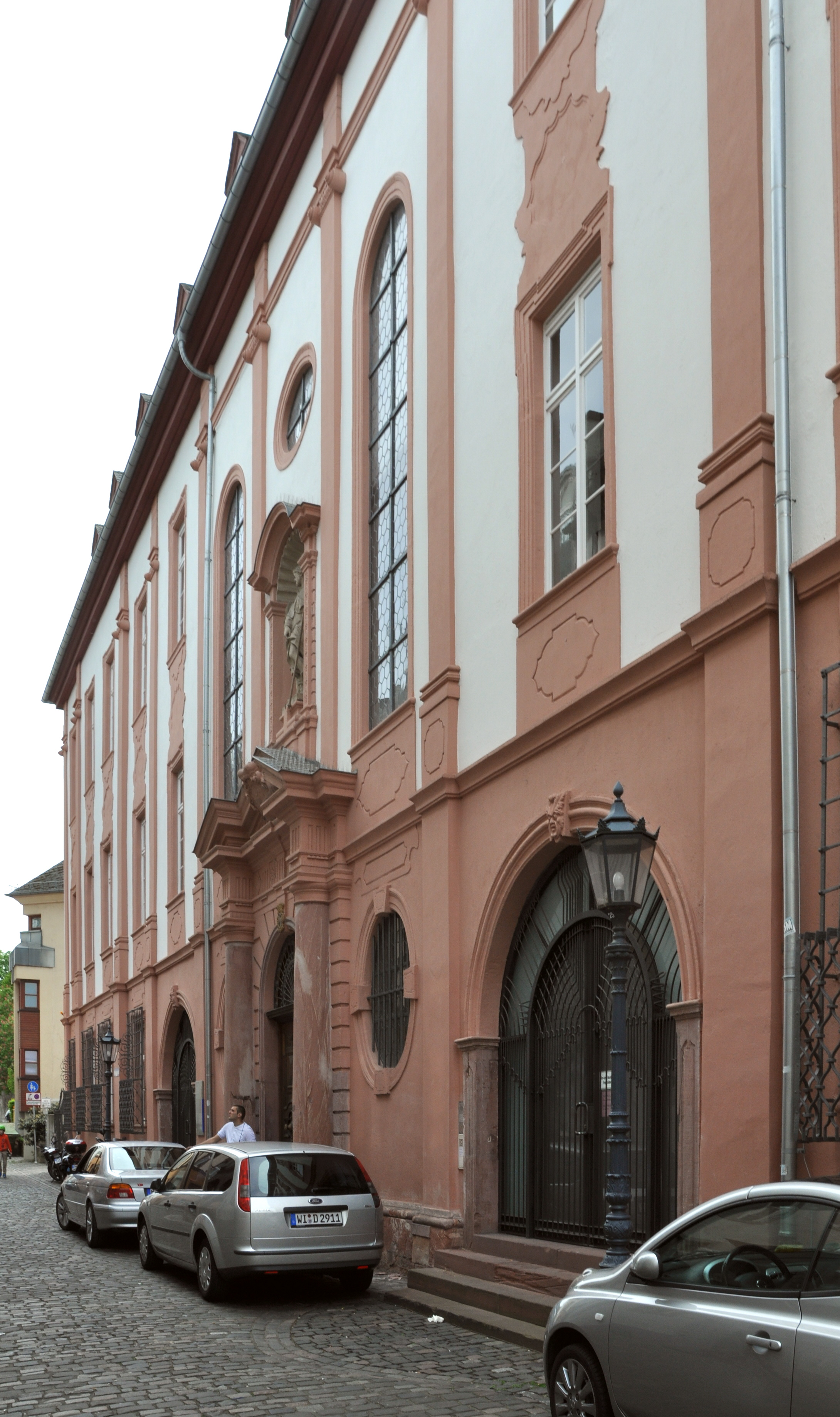
Portal der Kapelle des Rochusspitals Mainz

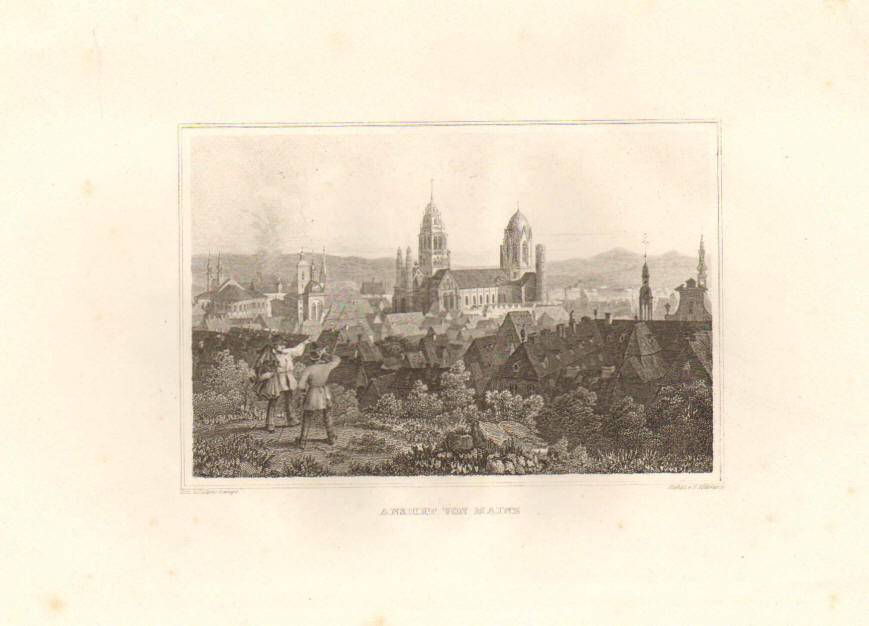
Stadtansicht mit Rochusspital rechts außen

Johann Baptist Ferolski († 20. Juni 1751 in Mainz) war ein Kurmainzer Architekt und Festungsbaumeister.

## Leben
Johann Baptist Ferolski war ein Mitarbeiter von Johann Maximilian von Welsch. Seine Tätigkeit als Baumeister ist bei der architektonischen Gestaltung des Lustschlosses Favorite unter anderem bei den Wasserspielen sowie bei verschiedenen Festungsarbeiten nachweisbar. Zugeschrieben wird ihm mindestens ein Entwurf für den Garten des Jüngeren Dalberger Hofs.
Es fällt schwer, Ferolskis Können und Stil zu beurteilen, da keine ausführlichen Akten und keine Pläne von ihm vorliegen. Im System der kollektiven Planung seines obersten Landesherren Lothar Franz von Schönborn findet sich sein Name nicht explizit, wobei erschwerend hinzukommt, dass bei dieser Art Planung nicht entschieden werden kann, was von Ferolski selbst, dem Kavaliersarchitekten Ritter zu Groenesteyn, Oberbaudirektor von Welsch oder ihrem „primus inter pares“ Lothar Franz beigetragen wurde.
Sicher wird ihm der Entwurf und Bau des ehemaligen Rochusspitals im historischen Stadtkern von Mainz zugeschrieben. Hierbei handelt es sich um einen monumentalen dreigeschossigen Mansardwalmdachbau mit mittiger St. Rochuskapelle. Der Bau wurde zwischen 1721 und 1729 realisiert. Architekt Johann Baptist Ferolski ließ am barocken Säulenportal der Kapelle das Wappen von Kurfürst Franz Lothar von Schönborn anbringen, sowie eine Statue des Heiligen Rochus von Montpellier, die 1727 von Burkhard Zamels ausgeführt wurde. Die übrige Fassade des Gebäudes mit ihrer purifizierenden Vereinfachung zeigt bereits Anklänge des Frühklassizismus.
Nachdem Ferolski am 20. Juni 1751 in Mainz verstorben war, wurde er in der Mainzer Quintinskirche begraben.